# Marisa Pavan
Marisa Pavan est une actrice italienne naturalisée française, née le 19 juin 1932 à Cagliari (Sardaigne, Italie) et morte le 6 décembre 2023 à Gassin (Var).
Elle a notamment tourné dans une vingtaine de films et téléfilms des années 1950 à 2000, et est aussi apparue au théâtre.
Elle s'est mariée à deux reprises avec l'acteur français Jean-Pierre Aumont, dont la carrière s'est étendue des années 1930 à 1990. Par ce mariage, elle est devenue la belle-mère de l'actrice franco-américaine Tina Aumont et la mère de deux fils dont le chef opérateur Jean-Claude Aumont.

## Biographie

### Jeunesse
Marisa Pavan naît sous le nom d'état civil de Maria Luisa Pierangeli, de Luigi Pierangeli, architecte, et d'une femme au foyer passionnée de théâtre et de cinéma. Elle passe sa jeunesse et son adolescence à Rome où sa sœur jumelle Anna Maria (l'actrice Pier Angeli) rencontre en 1948 l'acteur et réalisateur Vittorio De Sica.

### Début au cinéma
Marisa Pierangeli fait ses débuts au cinéma avec le producteur américain Albert R. Broccoli qui lui fait faire un essai devant John Ford. Elle obtient ainsi à 19 ans son premier rôle dans le film What Price Glory pour lequel elle adopte le pseudonyme de Marisa Pavan.
En 1956, elle est choisie en remplacement de sa sœur pour jouer dans La Rose tatouée avec Anna Magnani. Elle obtient un Golden Globe et une nomination pour un Oscar pour ce second rôle.

### Une carrière internationale
Marisa Pavan poursuit ses rôles au cinéma et de plus en plus à la télévision, aux États-Unis, au Royaume-Uni et en France.
Elle joue dans plusieurs pièces de théâtre et des comédies musicales, souvent aux côtés de son mari.

### Vie privée

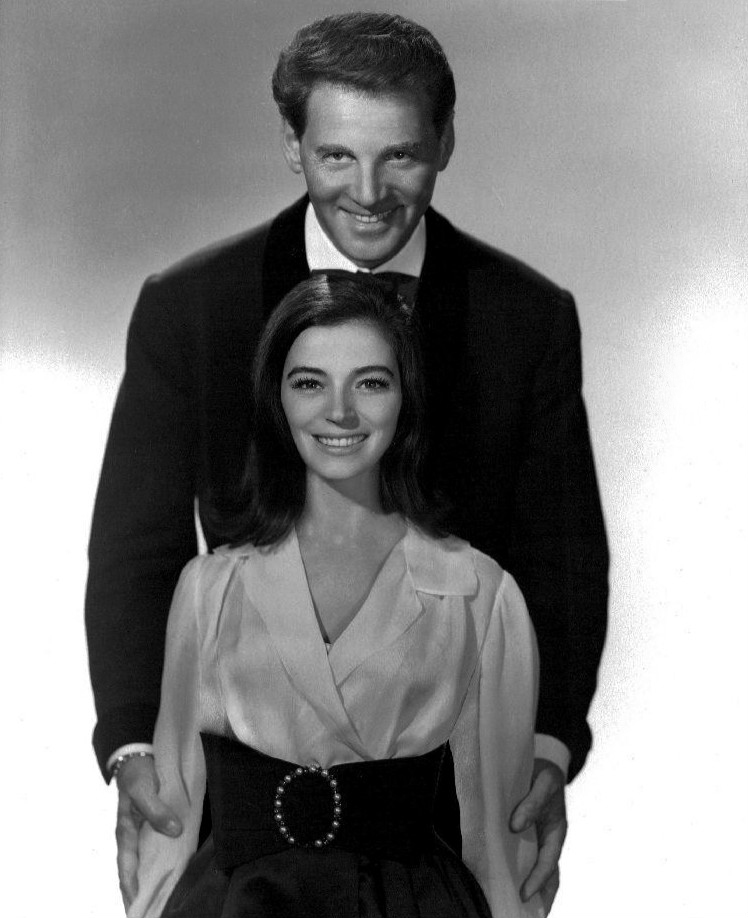
Marisa Pavan photographiée en 1965 avec l'acteur français Jean-Pierre Aumont. D'environ vingt ans son aîné, il fut son mari à deux reprises, notamment de 1969 à la mort de l'acteur en 2001.

Marisa Pavan est l'épouse du comédien Jean-Pierre Aumont de 1956 à 1963 et de nouveau à partir de 1969 jusqu'à la mort de ce dernier en 2001. Avec lui, elle a deux fils : Jean-Claude Aumont (né en 1957) et Patrick Aumont (né en 1960). Elle a la double nationalité française et italienne. Le fils aîné a d'ailleurs un fils, Adrien, qui la fait devenir grand-mère.
À partir de 2004, elle préside l'association Unis pour la recherche contre la maladie d'Alzheimer (URMA) et organise des soirées de gala dans la presqu'île de Saint-Tropez chaque été pour collecter des fonds au profit de la recherche,. Alain Delon, Roger Moore, Nana Mouskouri, Eddy Mitchell, Marie Laforêt et Jean-Claude Brialy y ont participé tour à tour.
Elle passe régulièrement ses vacances avec sa sœur à Gassin dans la presqu'île de Saint-Tropez, dans les années 1960. Elle s'y installe et y dirige une association caritative durant de nombreuses années.
Une biographie de Marisa Pavan était en cours d'écriture en 2018.

### Mort
Marisa Pavan meurt à l'âge de 91 ans le 6 décembre 2023 à Gassin dans le Var,,. Incinérée, ses cendres sont inhumées au cimetière communal.

## Filmographie

### Cinéma
- 1952 : Deux Durs à cuire (What Price Glory) de John Ford : Nicole Bouchard
- 1953 : J’ai choisi l’amour (Ho scelto l'amore) de Mario Zampi : Marisa
- 1954 : L'Assassin parmi eux (Down Three Dark Streets) d'Arnold Laven : Julie Angelino
- 1954 : L'Aigle solitaire (Drum Beat) de Delmer Daves : Toby
- 1955 : La Rose tatouée (The Rose Tattoo) de Daniel Mann  : Rosa Delle Rose
- 1956 : Diane de Poitiers (Diane) de David Miller : Catherine de Médicis
- 1956 : L'Homme au complet gris (The Man in the Gray Flannel Suit) de Nunnally Johnson : Maria Montagne
- 1957 : Rendez-vous avec une ombre (The Midnight Story) de Joseph Pevney : Anna Malatesta
- 1959 : John Paul Jones, maître des mers (John Paul Jones) de John Farrow : Aimée de Tellison
- 1959 : Salomon et la Reine de Saba (Solomon and Sheba), de King Vidor : Abishag
- 1961 : Le Puits aux trois vérités de François Villiers : une invitée au vernissage
- 1973 : L'Événement le plus important depuis que l'homme a marché sur la Lune de Jacques Demy : Maria Mazetti
- 1974 : Antoine et Sébastien de Jean-Marie Périer : Mathilde
- 2007 : Chris & Don. A love story, documentaire de Tina Mascara et Guido Santi : elle-même

### Télévision
- 1960 : Shangri-La
- 1967 : Le Journal d'Anne Frank (en) (The Diary of Anne Frank) d'Alex Segal
- 1970 : Cutter's Trail  : Angelita Avila
- 1976 : Arthur Hailey's the Moneychangers  : Celia Vandervoort
- 1977 : Wonder Woman (épisode 11 : Formule 407)  : Maria
- 1977 : The Trial of Lee Harvey Oswald (en) : Evita Alesio
- 1982 : Stelli emigranti, documentaire de Francesco Bortolini et Claudio Masenza : elle-même
- 1987 : Johnny Monroe  : la mère de Ben
- 1999 : Jean-Pierre Aumont, charme et fou-rires, documentaire de Patty Villiers : elle-même

## Théâtre
- 1961 : Anatol, d’Arthur Schnitzler, mise en scène et paroles de Tom Jones, Boston Center of the Arts, Boston
- 1962 : Rien pour rien de Charles Maitre, mise en scène Raymond Gérôme, théâtre de l'Athénée : Stella
- 1962 : Nous irons à Valparaiso de Marcel Achard, mise en scène Jacques-Henri Duval, théâtre des Célestins (Lyon), tournée Herbert-Karsenty
- 1965 : Gigi, de Colette, adaptation d'Anita Loos, Elitch Theatre, Denver
- 1969 : Carnival !, de Charles Walters, adaptation de David Merrick, Michael Stewart et Bob Merrill, Melody Top Theater, Milwaukee
- 1969 : Gog et Magog, de Roger McDougall et Ted Allan
- 1972 : Nous irons à Valparaiso, mise en scène de Jacques-Henri Duval et texte de Marcel Achard (rôle de Thérèse Cabanis), théâtre des Célestins
- 1984 : Trio, pièce de Kado Kostzer, co-produite et adaptée par Marisa Pavan, Kansas City Repertory Theatre, Kansas City

## Chanson

### 45 tours
- 1958 : Je ne pourrais jamais quitter Paris, sous la direction de Franck Pourcel[13] (Pathé-Marconi, Paris)
  - Je ne pourrais jamais quitter Paris (Pierre Saka et André Lodge)
  - Je t’aime (Michèle Vendôme et Pierre Roche)
  - Pleure « Cry me a river » (Pierre Delanoë et Arthur Hamilton)
  - Croyez-moi (Eddy Marnay et Norman Maine)

- 1972 : On avait le temps, sous la direction d'Hervé Roy (AZ Company)
  - On avait le temps (Jean-Pierre Lang)
  - Le jour attend que vienne l’heure (Harold Edward "Hal" Davis (en) – Burt Bacharach, adaptation  Pierre Delanoë)

## Distinctions
Marisa Pavan obtient le Golden Globe de la meilleure actrice dans un second rôle  pour La Rose tatouée en 1955, ainsi qu'une nomination aux Oscars de la meilleure actrice dans un second rôle pour le même film. Elle reçoit enfin une nomination aux British Academy Film Award de la meilleure actrice dans la catégorie Meilleure actrice étrangère pour le même film.